# Спенсер, Говард
Го́вард Спе́нсер (англ. Howard Spencer; 23 августа 1875 — 14 января 1940) — английский футболист, защитник. Всю свою профессиональную карьеру провёл в бирмингемском клубе «Астон Вилла», в котором был капитаном и выиграл четыре чемпионских титула и три Кубка Англии. Также выступал за сборную Англии.

## Клубная карьера
Уроженец Эджбастона (Бирмингем), Спенсер начал футбольную карьеру в любительских командах «Алберт Роуд Скул», «Хэндсуэрт», «Стэмфорд», «Берчфилд Олл Сейнтс» и «Берчфилд Тринити». В апреле 1892 года подписал любительский контракт с клубом «Астон Вилла», а в июне 1894 года — профессиональный контракт.
В основном составе «Астон Виллы» дебютировал 13 октября 1894 года в матче против «Вест Бромвич Альбион» на стадионе «Уэллингтон Роуд» в Бирмингеме. В своём первом сезоне в основном составе «Виллы» помог команде выиграть Кубок Англии, обыграв в финальном матче «Вест Бромвич Альбион». В сезоне 1895/96 стал чемпионом Англии. В сезоне 1896/97 выиграл «дубль», выиграв чемпионат и Кубок Англии. В сезонах 1898/99 и 1899/1900 вновь выиграл чемпионский титул.
За бирмингемский клуб выступал на протяжении 13 лет. В сезоне 1901/02 не провёл ни одного матча, восстанавливаясь от травмы колена. В 1905 году выиграл свой третий Кубок Англии. В 1907 году объявил о завершении футбольной карьеры из-за хронической травмы. Всего провёл за клуб 293 матча.
После завершения карьеры игрока занимался торговлей углём. С июня 1909 по май 1936 года был директором «Астон Виллы», а затем был вице-президентом клуба.

## Карьера в сборной
29 марта 1897 года дебютировал за сборную Англии в матче против сборной Уэльса. Всего провёл за сборную Англии 6 матчей, три последние — в качестве капитана сборной. Стал первым капитаном сборной Англии из состава «Астон Виллы». Последнюю игру за сборную провёл 1 апреля 1905 года (против сборной Шотландии).

## Стиль игры
Имел репутацию образцового, честного игрока, которого ставили другим футболистам в качестве примерa для подражания. Отлично играл в отборе, отличался хорошим позиционированием и точным дальним пасом.

## Достижения
Астон Вилла
- Чемпион Англии (4): 1895/96, 1896/97, 1898/99, 1899/1900
- Обладатель Кубка Англии (3): 1895, 1897, 1905

Сборная Англии
Победитель Домашнего чемпионата Британии: 1903 (разделённый титул), 1905